# Atractus lancinii
Atractus lancinii är en ormart som beskrevs av Roze 1961. Atractus lancinii ingår i släktet Atractus och familjen snokar. Inga underarter finns listade.
Arten förekommer i delstaten Carabobo i Venezuela och kanske även i delstaten Miranda. Honor lägger ägg.